# Prodajus bilobatus
Prodajus bilobatus är en kräftdjursart som beskrevs av Sueo M. Shiino 1943. Prodajus bilobatus ingår i släktet Prodajus och familjen Dajidae.
Artens utbredningsområde är havet kring Japan. Inga underarter finns listade i Catalogue of Life.